# سان آنترو
سان آنترو (به اسپانیایی: San Antero) یک سکونتگاه مسکونی در کلمبیا است که در بخش کوردوبا واقع شده‌است.